# Group Racing Developments

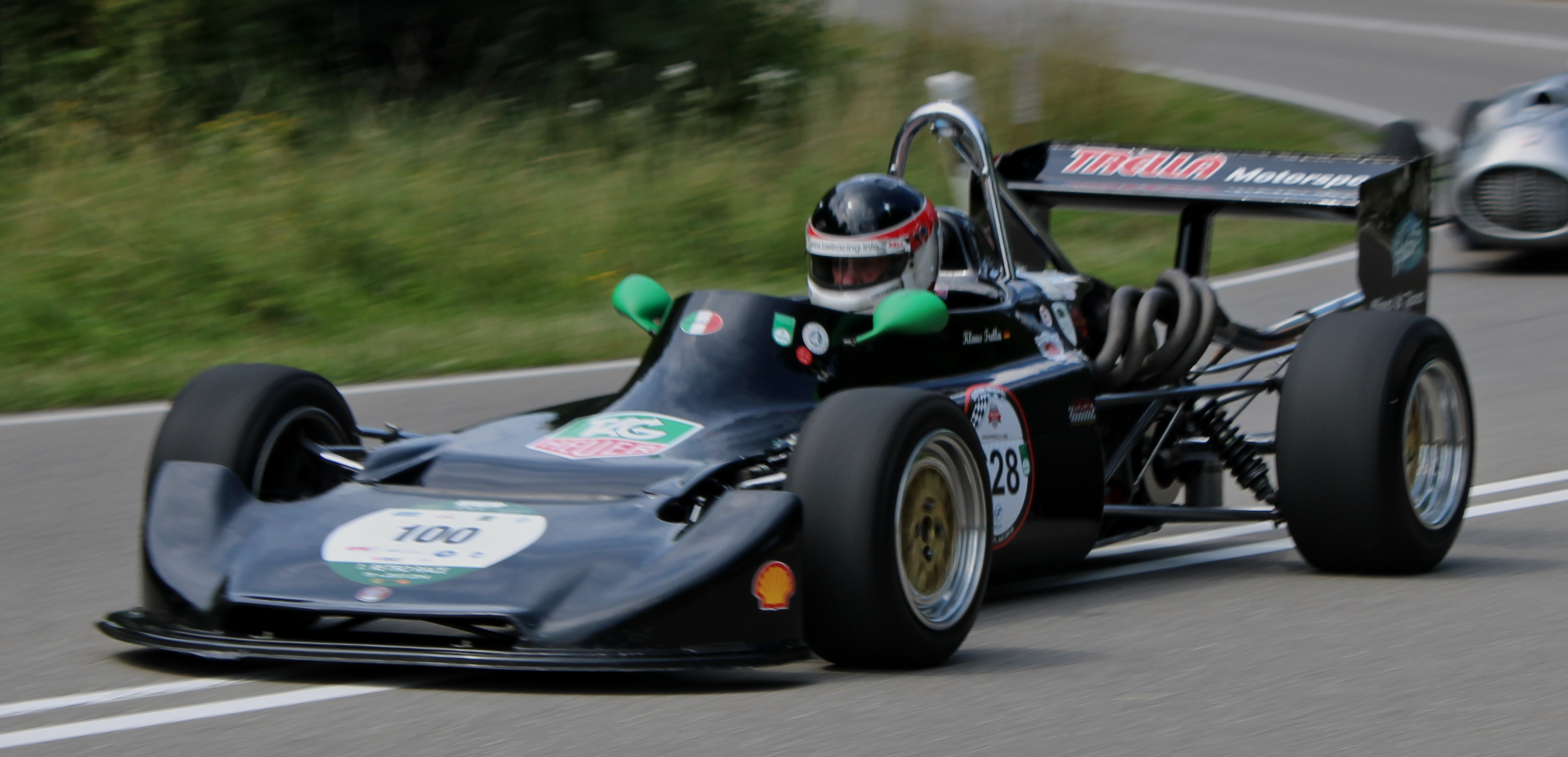

Group Racing Developments – brytyjski konstruktor samochodów wyścigowych, założony przez Mike'a Warnera, Dave'a Baldwina, Dereka Wilda i Gordona Huckle'a, funkcjonujący w latach 1971–1974.

## Historia
W roku 1971 Lotus zamknął sekcję Lotus Racing (wcześniej Lotus Components Limited), zaprzestając tym samym produkcji samochodów wyścigowych dla klientów. Miało to na celu skoncentrowanie się na sekcji produkującej samochody drogowe, Lotus Cars Limited. Team Lotus rywalizował w Formule 1, ale był niezależny od Lotus Cars i jego samochody nie były oferowane do sprzedaży. W związku z zamknięciem Lotus Components Limited pracę straciło wielu inżynierów i projektantów.
Mike Warner, który przez długi okres był szefem Lotus Components, szukał sposobu na kontynuowanie aktywności. We współpracy z lokalną firmą inżynieryjną Griston zatrudnił on projektanta Dave'a Baldwina (projektanta Lotusa 59, 69 i 73), a także Dereka Wilda i Gordona Huckle'a, razem z którymi założył Group Racing Developments (GRD). Warner zatrudnił także szwajcarskiego projektanta Jo Marquarta, który pracował już w Lotusie w latach 60.
Na początku działalności firma GRD kontynuowała relacje z zespołami, które wcześniej kupowały samochody od Lotusa. GRD skupiało się na dwóch podobnych klasach wyścigowych: Formule 2 i Formule 3, odnosząc sukcesy szczególnie w Formule 3. W 1972 roku Roger Williamson wygrał mistrzostwa Shell/Motor Sport International, a rok później Alan Jones, Brian Henton i Richard Robarts wygrali w sumie dziewięć wyścigów. W 1975 roku Renzo Zorzi wygrał wyścig Formuły 3 w Monako.
Jednakże kryzys naftowy 1973 roku spowodował zapaść brytyjskich wyścigów samochodowych, i pod koniec 1974 GRD zakończyło działalność. Pozostałości po GRD przejęła firma Van Diemen.

## Samochody
Oznaczenia samochodów GRD były trzycyfrowe, z czego pierwsza cyfra oznaczała klasę wyścigową, a dwie ostatnie rok produkcji. Nadwozia wszystkich samochodów GRD opierały się na monokokach z aluminium opartych na ramach pomocniczych z przodu i z tyłu. Zawieszenie było konwencjonalne. Karoserie miały wyraźnie klinowaty kształt. W latach 1972–1973 montowano chłodnice w sekcjach bocznych, a w roku 1974 – z przodu.